# Kumbo
Kumbo este un oraș din Camerun, reședință a districtului Bui.